# Centre d'études financières, économiques et bancaires
 (décembre 2015).
Si vous disposez d'ouvrages ou d'articles de référence ou si vous connaissez des sites web de qualité traitant du thème abordé ici, merci de compléter l'article en donnant les références utiles à sa vérifiabilité et en les liant à la section « Notes et références ».
Le Centre d'études financières, économiques et bancaires (CEFEB) est le centre de formation (situé à Marseille) de l'Agence française de développement (AFD), institution spécialisée placée sous la tutelle du ministère français des Affaires étrangères et du développement international dont la mission principale est le financement du développement au titre de la coopération bilatérale.
À ce titre, le CEFEB forme des experts de plusieurs pays du Tiers-Monde et des DOM-TOM en ce qui concerne la maîtrise d'ouvrage et l'évaluation des projets, la gestion bancaire, le management des entreprises, l'économie du développement, la gestion des ressources humaines.
Il délivre des diplômes de fin de formation propres au Centre et des diplômes de 3e cycle en management du développement en partenariat avec l'université Paris I Panthéon-Sorbonne (Institut d'administration des entreprises) naguère et actuellement avec l'université d'Auvergne (CERDI).

## Élèves illustres
- Le Gabonais Jean-Félix Mamalepot est le second gouverneur de la Banque des États de l'Afrique centrale (BEAC) de 1990 à avril 2007.
- Le Malien Sanoussi Touré a été ministre malien de l'Économie et des Finances. En effet, c'est le 9 avril 2009 que le président Amadou Toumani Touré le nomme ministre de l’Économie et des Finances dans le gouvernement remanié de Modibo Sidibé.
- Le Nigérien Ali Lamine Zeine, Premier ministre du Niger, nommé par la junte militaire, en 2023.